# Léonce Franco
Pour les articles homonymes, voir Franco.
Léonce Franco, né le 27 septembre 1903 à Vannes (Morbihan) et mort le 8 mars 1974 dans la même ville, est un chirurgien, résistant et homme politique français.

## Biographie
Né à Vannes, issus d'une famille de la vieille bourgeoisie morbihannaise, il est le fils du docteur Léonce Franco,, maire d'Arradon de 1945 à 1955. Il est étudiant au collège-lycée-prépa Saint-François-Xavier de Vannes (promotion 1923). Étudiant à la faculté de médecine de Paris, ancien interne des Hôpitaux de Paris, soutient sa thèse en 1934. Il prend la suite de son père à la direction de l'hôpital Sainte-Claire de Vannes. Il prit une part active dans la résistance vannetaise en mettant en place un service continu dans sa clinique. Le 7 juin 1944, le docteur Franco est arrêté pour fait de résistance et emmené au camp de Marguerite à Rennes. Libéré un mois plus tard lors de l'arrivée des Américains en Bretagne.
Le docteur Franco cachera Simone Signoret et sa famille lors de son séjour à Vannes de 1939-1940. 
Le 1er juillet 1960, Gaston Villéger, préfet du Morbihan, lui remet l'insigne de chevalier de la Légion d'honneur. Il est par ailleurs récipiendaire de la croix de Guerre 1939-1945 avec citation à l'Ordre de la Division, pour services rendus à la Résistance intérieure française par le général Pierre Kœnig. Il fut depuis 1945, chirurgien régional de la Société nationale des chemins de fer français. Président du conseil d'administration de l'hôpital Prosper-Chubert et membre du conseil d'administration du Centre hospitalier à Vannes.
Un de ses fils, le lieutenant Jean Franco ancien élève de  École spéciale militaire de Saint-Cyr, est mort pour la France en décembre 1960. Ce dernier avait épousé la petite-fille de Charles de La Poix de Fréminville.
En 1965, il devient premier adjoint du maire de Vannes, Raymond Marcellin. Le docteur Franco sera le député suppléant de la Première circonscription du Morbihan pendant 3 ans avant de remplacer le député-maire, nommé ministre de la Santé publique en mai 1962.  
Dans les années 1970, le docteur Franco est porté à la présidence du Syndicat national des Maisons de santé. Président de la Commission des Affaires familiales et sociales du conseil général du Morbihan. Président fondateur de l'Association familiale de Vannes et vice-président du conseil d'administration de l'Union départementale des associations familiales,.
Il est le père de 4 enfants et grand-père de 15 petits-enfants.  
Une rue de Vannes porte son nom, celui de son fils Jean Franco aussi ainsi son père également à Arradon
Il est le cousin du résistant et Lt Colonel Georges Hillion.

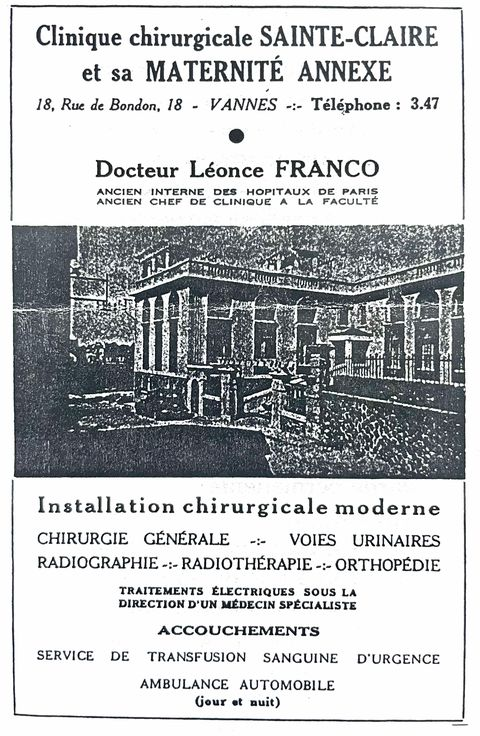
Affiche Clinique Sainte-Claire à Vannes (Morbihan).

## Détail des fonctions et des mandats
Mandat parlementaire
- 16 mai 1962 - 9 octobre 1962 : député de la 1re circonscription du Morbihan

Mandats locaux
- 1949-1974 : conseiller général du canton de Vannes-Ouest
- 1955-ap. 1967 : conseiller municipal de Vannes
- 1965 : 1er adjoint au maire de Vannes Raymond Marcellin
- 1967-1973 : président de la Commission départementale du Morbihan[15]

## Distinctions
- Chevalier de la Légion d'honneur (16 mai 1960)[16]
- Officier de l'ordre national du Mérite
- Croix de guerre 1939–1945 avec étoile d'argent